# Muere la esperanza
Muere la esperanza es la decimoquinta novela de la serie Aprendiz de Jedi, basada en el universo de Star Wars, y está escrita por Jude Watson. Fue publicada por Scholastic Press en inglés (octubre de 2001) y por Alberto Santos Editor en español.

## Argumento
Todo es confusión en Nuevo Apsolon. La Jedi Tahl, compañera del Maestro Qui-Gon Jinn ha sido atrapada en una trampa. El Maestro Jedi pronto se olvida de su aprendiz, Obi-Wan Kenobi, para buscar a su amada Tahl.